# José María Reina
José María Reina. Ocupó provisoriamente el cargo de Gobernador de la Provincia de Mendoza del 2 al 5 de septiembre de 1841. Nacido en la ciudad de Buenos Aires desde donde se trasladó a Mendoza, donde, después de enviudar, contrajo segundas nupcias en 1822 con Melchora Correa Espinola, hija del exgobernador Juan de Dios Correas Corvalan; este hecho lo vinculó como concuñado de un militar más influyente aún, el exgobernador y militar General Juan Lavalle.